# Districtul El Bayadh
El Bayadh este un district din provincia El Bayadh, Algeria.